# 바란도프 스튜디오

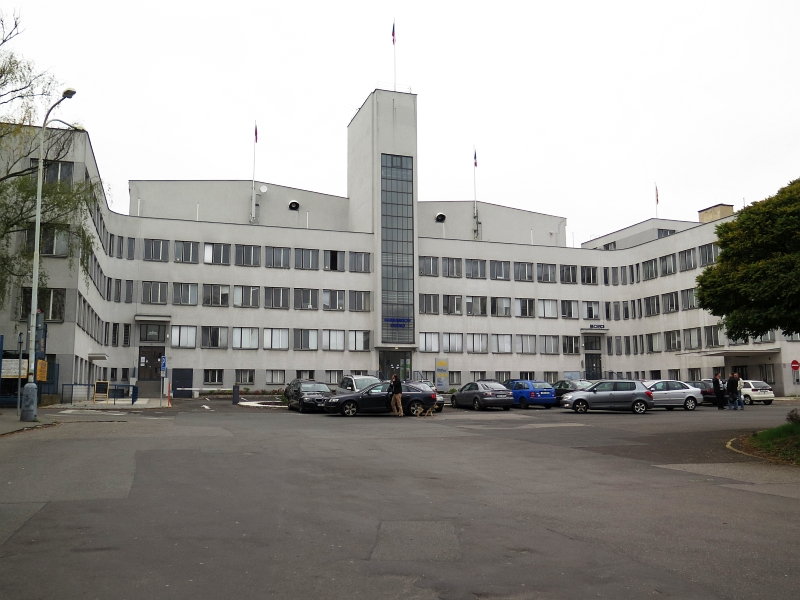

바란도프 스튜디오(Barrandov Studios)는 1931년에 설립된 체코 프라하에 있는 영화 촬영소이다.